# RAP BLEND
『RAP BLEND』（ラップ・ブレンド）は、らっぷびとの2枚目のオリジナルアルバム。2011年6月1日にdmARTSから発売された。

## 概要
- 前作『RAP GIFT EP』より1年3か月ぶりの作品であるが、『RAP GIFT EP』はミニアルバムであり、オリジナルアルバムとしては1枚目のアルバム『RAP MUSIC』以来2年3か月ぶりとなる。
- このアルバムの発売が発表された当初は、4月13日の予定だった。だが後に4月27日に延期され、さらにそののち6月1日に変更になった。理由に関して、いずれも「東北地方太平洋沖地震の影響」とブログで書かれている[2]。だが、CDでは最初に発表された発売日が記載されている。
- 今作のアルバムに、ryo（supercell）やkz（livetune）、KEN THE 390など、その他『ネットラップミュージシャン』が多数フィーチャリング参加しており、「"自主でしか出来ない事"と"会社だから出来る事"この二つを混ぜ合わせて完成したのがこのアルバムです」と語っている[3]。
- 特典として、各店舗それぞれ以下のようなものが存在する[4]。
  - コミックとらのあなでは、収録曲「アシタヘ」のPVを収録したDVDが付属
  - アニメイトでは、らっぷびと×タイツォンによる特典映像と、収録曲「テクノブレイク」のPVが収録されたDVDが付属
  - タワーレコード（一部店舗のみ）では、リミックス音源が収録されたCDが付属

## 収録曲
1. Intro [0:45]
  - 作曲・編曲：TAKAROT
2. Masterpiece [4:05]
  - 作詞：らっぷびと、作曲：TAKAROT, らっぷびと、編曲：TAKAROT E

ニコニコ動画にアップされている同楽曲がアレンジされたもの。原曲は川田まみの同タイトル楽曲。
3. Fire◎Flower / らっぷびと×halyosy [4:45]
  - 作詞：halyosy, らっぷびと、作曲・編曲：halyosy

アルバムの発売情報が出る前から、着うたを先行配信されていた楽曲。
4. 神繰コミュニケイション feat. 大槻ケンヂ [5:52]
  - 作詞：らっぷびと、作曲・編曲：NARASAKI
5. テクノブレイク feat. タイツォン [4:28]
  - 作詞：らっぷびと, タイツォン、作曲：Novoiski, らっぷびと、編曲：Novoiski

今作のリードトラック。PVが制作されており、らっぷびととタイツォンのレコーディング映像が使われている。
6. GAMEBOYZ feat. TKC from SD JUNKSTA,サイプレス上野 [5:13]
  - 作詞：らっぷびと, TKC, サイプレス上野、作曲・編曲：SEXY-SYNTHESIZER
7. dimension's girl [4:52]
  - 作詞：らっぷびと、作曲・編曲：kz（livetune）

PVが制作されているが、1コーラスのみである[5]。
8. 俗・やればできるからやる feat. KEN THE 390 [3:38]
  - 作詞：らっぷびと, KEN THE 390、作曲：SHIGE, らっぷびと、編曲：SHIGE from BUZZER BEATS for D.O.C.
9. Necralink feat. 普通/FUTOO,番犬 [6:36]
  - 作詞：boon, 番犬, 抹, らっぷびと、作曲：Buts, urota from Jam Kane, EeMu, K's, boon, 抹, 番犬, らっぷびと、編曲：Buts, urota from Jam Kane, EeMu, K's

メジャー1stアルバム『RAP MUSIC』以来の普通/FUTOOが参加している。
10. +Alpha -club culture- [3:56]
  - 作詞：らっぷびと、作曲：K's, らっぷびと、編曲：K's

自主制作アルバム『retly.rab』に収録されている楽曲の別バージョン。
11. Melody Rain feat. 祭屋 [4:50]
  - 作詞：らっぷびと、作曲：祭屋, らっぷびと、編曲：北川勝利（ROUND TABLE）・長谷泰宏

『retly.rab』に収録されている楽曲の別アレンジバージョン。
12. アシタヘ / らっぷびと×clear×ryo（supercell） [5:11]
  - 作詞：らっぷびと、作曲・編曲：ryo（supercell）

今作のもう一つのリードトラック。PVも制作されているが、らっぷびとは未出演である。
13. 終わりよければ全てよし [4:26]
  - 作詞：らっぷびと、作曲：EIGO, らっぷびと、編曲：EIGO
14. とある世界の音楽家 [4:11]
  - 作詞：らっぷびと、作曲：K's, らっぷびと、編曲：K's

『retly.rab』に収録されている楽曲の別アレンジバージョン。「とあるせかいのミュージシャン」と読む。
15. 懺・さらば絶望 feat. リモーネ先生 [4:58]
  - 作詞：らっぷびと, リモーネ先生、作曲：変態☆紳士, らっぷびと、編曲：Buts

ボーナストラックである。

特典CD（タワーレコード限定）
1. Fire◎Flower (LOLI.COM×とんかつ Mix) / らっぷびと×halyosy
2. テクノブレイク feat. タイツォン (ALLATheNinety Remix)
3. +Alpha -club culture- (Monkey Sequence 19 Remix)